# Massacre na Indonésia de 1965–1966
O massacre na Indonésia de 1965-1966 refere-se ao expurgo anticomunista e à matança em grande escala subsequentes à tentativa mal sucedida de golpe de Estado por parte do Movimento 30 de Setembro, na Indonésia. 
Segundo as estimativas mais amplamente aceitas, um milhão de pessoas foram mortas. Segundo alguns, tratou-se de um genocídio; segundo outros, foi uma limpeza política. O massacre, instigado pelo exército indonésio, liderado por Suharto, foi um evento central na transição do que se convencionou chamar, na Indonésia, de "A Nova Ordem". O Partido Comunista Indonésio (PKI) foi eliminado como força política, enquanto que, na sequência dos acontecimentos, o então presidente Sukarno seria deposto, seguindo-se um período de 30 anos de ditadura Suharto.